# 돼지사슴
돼지사슴 또는 인도돼지사슴(Axis porcinus 또는 Hyelaphus porcinus)은 파키스탄부터 인도 북부를 거쳐 동남아시아 대륙에 이르는 서식 분포를 지닌 작은 사슴의 일종이다. 파키스탄의 인도 갠지스 평원과 인도 북부, 네팔, 방글라데시, 중국 윈난성 남서부 그리고 태국 서부의 대부분에 이르는 지역에서 주로 서식한다. 오스트레일리아와 미국, 스리랑카에서도 도입되어 서식한다. 천적은 호랑이, 표범, 구름표범, 승냥이 다.

## 같이 보기
- 액시스사슴
- 삼바사슴